# آنار
آنار (نام کامل: آنار فرزند رسول رضایف) (ترکی آذربایجانی: Anar Rəsul oğlu Rzayev) نویسنده، سراینده، مترجم و فیلم‌نامه‌نویس اهل جمهوری آذربایجان و سکاندار اتحادیه نویسندگان جمهوری آذربایجان می‌باشد.

## زندگی‌نامه
آنار در ۱۴ مارس سال ۱۹۳۸ در باکو چشم به دنیا گشود. با آنکه در گذشته آنار به نگارش فیلمنامه‌ها پرداخته و در یک فیلم نیز ایفای نقش نموده، و لیکن عمدتاً به عنوان رمان‌نویس و نویسندهٔ داستانهای کوتاه آوازه دارد.
پدرش رسول رضا و مادرش نگار رفیع‌بیگلی نیز از نویسندگان بنام آذربایجانی هستند. پس از تکمیل تحصیل خود در مدرسهٔ ده سالهٔ موسیقی در باکو، وارد دانشکدهٔ فقه‌اللغه دانشگاه دولتی باکو گردید. بعد در رشته‌های فیلم‌نامه‌نویسی و فیلمسازی در مسکو به ادامه تحصیل پرداخت.

## خلاقیت
آنار در دهه ۱۹۶۰ شروع به نویسندگی نمود. آثار وی حاوی «در حسرت عید» (Bayram Həsrətində)، «باران بند آمد» (Yağış Kəsdi)، بندر سفید (Ağ Liman)، «آدم یک آدم» (Adamın Adamı)، «طبقه ششم ساختمان پنج طبقه» (Beşmərtəbəli Evin Altıncı Mərtəbəsi) که بعد با الهام از انگیزه‌های آن فیلم ساخته شده، «مجال» (Macal)، «به خاطر شما آمده‌ام» (Sizi Deyib Gəlmişəm)، «بدون شما» (Sizsiz)، «روزهای تابستانی شهر» (Şəhərin Yay Günləri)، «اتاق هتل» (Otel Otağı)، «من، تو، او و تلفن» (Mən, Sən, O və Telefon) و غیره… می‌باشد.
فیلمنامههایی که وی برای ساخت فیلم‌های متنوعی نوشته‌است، «دریا، آتش و آسمان» (Dəniz. Od. Səma)، «روز گذشت» (Gün Keçdi) و دده قورقود را شامل می‌شود. آنار فیلم‌نامه‌نویس و تهیه‌کننده فیلم «عمر عزیر» نیز بوده‌است.

## جوایز
جوایز مختلی به آنار به خاطر آثار ارزنده‌اش اهدا گردیده، که از اینها قرار است:
- خادم هنر افتخاری آذربایجان شوروی[۵]
- جایزهٔ دولتی آذربایجان شوروی[۶]
- «شاعر مردم» جمهوری آذربایجان
- نشان «استقلال»
- نشان «شهرت»
- نشان «شرف»
- حقوق بازنشستگی خصوصی رئیس‌جمهوری آذربایجان
- جایزهٔ «حیدر علی‌اف»
- جایزهٔ «همای»
- مدرک افتخاری رئیس‌جمهوری آذربایجان
- مدال «شرف» سازمان بین‌المللی فرهنگ ترکی
- مدال عزیر حاجی‌بیگف[۷]